# Die Faschingsfee (Film)
Die Faschingsfee ist eine deutsche Operettenverfilmung von 1931 unter der Regie von Hans Steinhoff. Die Hauptrollen sind besetzt mit Anny Ahlers, Walter Janssen, Ernst Verebes und Camilla Spira sowie Viktor de Kowa. 
Die Verfilmung beruht auf Emmerich Kálmáns gleichnamiger Operette, für die Alfred Maria Willner das Libretto schrieb. 

## Handlung
Der Maler Viktor Ronai gewinnt bei einem Preisausschreiben für ein von ihm erstelltes Deckengemälde den Hauptpreis in Höhe von 10.000 Mark. Dieses bedeutende Ereignis begießt er mit seinen Freunden in seinem Stammlokal „Goldener Kakadu“ in ausgelassener Stimmung. Auch Lori, die von den Herren umschwärmt wird, ist mit von der Partie und erzählt Viktor, dass sie ihren Freund Alfred von Mützelburg gebeten habe, ebenfalls zu kommen. Falls er ihrer Bitte nicht nachkomme, wolle sie das Verhältnis mit ihm beenden. 
Von Mützelburg ist jedoch im Zugzwang, da er seine Cousine, Gräfin Alexandra, auf eine Gesellschaft begleiten muss, die der schon in die Jahre gekommene Attaché von Grefelingen ihr zu Ehren gibt, da er Alexandra heiraten will. So fährt Alfred mit seinem Wagen vorm „Goldenen Kakadu“ vor und erklärt Alexandra, dass er drin kurz etwas zu erledigen habe. Als er nach einiger Zeit immer noch nicht zurück ist, begibt sich Alexandra ebenfalls ins Lokal. Dort wird sie von Graf Meridith, dem Stifter der 10.000 Mark, der mit seinen Freunden im Lokal ist, und Alexandra für ein Model hält, bedrängt. Viktor wird aufmerksam und befreit Alexandra aus der für sie peinlichen Lage. Zwischen den beiden Männern fallen beleidigende Worte auf beiden Seiten, die für Viktor mit dem Verlust seines Preises einhergehen. Alexandra ist jedoch mehr als nur angetan von Viktor und seinem Auftreten und verliebt sich in ihn. Auch Viktor ist hingerissen von der jungen Gräfin und bezeichnet sie als seine Faschingsfee. Zusammen verbringen sie einen besonderen Abend. 
So kommt es, dass Viktor am nächsten Tag zu seiner Überraschung doch noch die ausgelobten 10.000 Mark erhält. Erst einige Zeit später erfährt er, dass das Geld von Alexandra stammt, die ihren Cousin Alfred gebeten hatte, Viktor den Betrag im Namen von Graf Meridith auszuhändigen. Bevor Alexandra und Viktor endgültig zueinander finden, sind noch diverse Missverständnisse aus dem Weg zu räumen. 

## Produktion und Filmstart
Willy Roxin hatte die Aufnahmeleitung inne, Hans Grimm war für den Ton zuständig. Für die Filmbauten zeichneten Heinz Fenchel und Jacek Rotmil verantwortlich. Am 9. Februar 1931 wurde der Film von der Zensur einer Prüfung unterzogen. 
Der Film erlebte seine Uraufführung am 14. Februar 1931 in München, in Berlin lief er am 18. Februar 1931 an. In Dänemark startete er am 25. April 1934 unter dem Titel En Karnevalsnat und in Portugal am 25. Februar 1935 unter dem Titel A Fada do Carnaval. In Österreich lief er ebenfalls unter dem Originaltitel Die Faschingsfee und in Griechenland unter dem Titel I neraida tis apokrias. 

## Musik im Film
Bei Karlheinz Wendtland heißt es: „Kaum ein Lied, das einer der Hauptbeteiligten nicht singt, oft auch im Chor aller im Bild Erscheinenden. So hört man die Lieder aus der Operette bei dem lustigen Faschingstreiben“:
- Küß’ mich, holde Faschingsfee
- Lieber Himmelsvater, sei nicht bös’
- Liebe, ich sehn’ mich nach Dir
- Was sonst noch verboten aus Gründen der Moral
- Heut’ flieg ich aus
- Der alte Noah[1]

## Kritik
Für Karlheinz Wendtland handelte es sich um „einen typischen Operettenstoff, aufbereitet für fast ständigen Gesang“. Edith Hamann befand in der Filmwoche: „Sie trieben es, wie es immer in Filmoperetten getrieben wird, und hatten nicht den Ehrgeiz aus dem Rahmen zu fallen. Man ist weder von der Sinnlosigkeit der Handlung, noch von der hübschen Musik überrascht, denn die letztere stammt ja von Kálmán. Man ist ferner nicht überrascht, Verebes, Szakall und Falkenstein vorzufinden, denn es ist ja ein Operettenfilm. So erfreut man sich denn an ihnen und den übrigen ... die alle – wie sagt man doch? – ihr Bestes taten.“